# Saint-Rémy (Corrèze)
Saint-Rémy – miejscowość i gmina we Francji, w regionie Nowa Akwitania, w departamencie Corrèze.
Według danych na rok 1990 gminę zamieszkiwało 221 osób, a gęstość zaludnienia wynosiła 7 osób/km² (wśród 747 gmin Limousin Saint-Rémy plasuje się na 413. miejscu pod względem liczby ludności, natomiast pod względem powierzchni na miejscu 149.).